# Heeze-Leende
Heeze-Leende és un municipi de la província del Brabant del Nord, al sud dels Països Baixos. L'1 de gener del 2009 tenia 15.230 habitants repartits sobre una superfície de 105,12 km² (dels quals 1,14 km² corresponen a aigua). Limita al nord amb Eindhoven i Geldrop-Mierlo, a l'oest amb Waalre i Valkenswaard, a l'est amb Someren i al sud amb Hamont-Achel i Cranendonck. 	 	

## Centres de població
Bruggerhuizen, Bulders, Euvelwegen, Heeze, Heezerenbosch, Kerkhof, Kreyl, Leende, Oostrik, Providentia, Renhoek, Rul, Sterksel, Strabrecht, Strijp i Ven.

## Ajuntament
- CDA 5 regidors
- PvdA 3 regidors
- VVD 3 regidors
- Lokaal Heeze-Leende 3 regidors
- Frans Maas voor Oud en Jong 3 regidors